# Кристиан II (Пфалц-Цвайбрюкен-Биркенфелд)
Кристиан II фон Пфалц-Цвайбрюкен-Биркенфелд (на немски: Christian II. von Pfalz-Zweibrücken-Birkenfeld; * 22 юни 1637, Бишвайлер; † 26 април 1717, Биркенфелд) от странична линия Пфалц-Биркенфелд-Бишвайлер на Вителсбахите в Пфалц, е от 1671 до 1717 г. херцог и пфалцграф на Пфалц-Биркенфелд и граф на Раполтщайн от 1673 до 1699 г. Той е от 1671 г. наследник на Карл II Ото фон Пфалц-Цвайбрюкен-Биркенфелд, който умира без мъжки наследници.

## Биография
Син е на пфалцграф Кристиан I фон Бишвайлер (1598 – 1654) и първата му съпруга Магдалена Катарина (1606 – 1648), дъщеря на пфалцграф и херцог Йохан II от Пфалц-Цвайбрюкен.
Кристиан заедно с по-малкия му брат Йохан Карл е обучаван от Филип Якоб Шпенер и следва след това в университет Страсбург.
Той е на 1 август 1664 г. полковник в пехотата на Швабския имперски окръг. На френска служба през 1688 г. става лейтенант-генерал (lieutenant-général). Луи XIV дава на Кристиан един полк, който командва от 1668 г. 28 години като „Mestre de camp“.
Чрез брака си той получава през 1673 г. господството Раполтщайн в Елзас и през 1699 г. след измирането на линията Пфалц-Цвайбрюкен-Велденц получава части от Лютцелщайн в Елзас и господството Гутенберг в Пфалц.
Той е опекун на Филип Райнхард (1664 – 1712) и Йохан Райнхард III (1628 – 1666) в Графство Ханау, синовете на сестра му Анна Магдалена (1640 – 1693) и граф Йохан Райнхард II фон Ханау-Лихтенберг (1628 – 1666). Той администрира княжеството Цвайбрюкен. Смятан е за много способен политик и дипломат.
Умира на 26 април 1717 г. на 79 години в Бишвайлер (Бисвилер). Гробът му се намира в бившата църква на Тевтонския орден в Майзенхайм.

## Фамилия
Кристиан II се жени на 5 септември 1667 г. в Раполтсвайлер за графиня Катарина Агата (15 юни 1648 – 16 юли 1683), дъщеря на граф Йохан Якоб фон Раполтщайн († 1673). Двамата имат децата:
- Магдалена Клаудия (1668 – 1704)

∞ 1689 граф Филип Райнхард фон Ханау-Мюнценберг (1664 – 1712)
- Лудвиг (1669 – 1670)
- Елизабет София Августа (1671 – 1672)
- Кристина Катарина (1671 – 1673)
- Шарлота Вилхелмина (1672 – 1673)
- Кристиан III (1674 – 1735), пфалцграф и херцог на Пфалц-Цвайбрюкен (1731 – 1735)

∞ 1719 графиня Каролина фон Насау-Саарбрюкен (1704 – 1774)
- Луиза (1678 – 1753)

∞ 1700 княз Антон Улрих фон Валдек и Пирмонт (1676 – 1728)
От друга връзка той има син:
- Барон Лудвиг фон Щайн (1693 – 1780).